# Gynoplistia (Gynoplistia) histrionica
Gynoplistia (Gynoplistia) histrionica is een tweevleugelige uit de familie steltmuggen (Limoniidae). De soort komt voor in het Australaziatisch gebied.